# Dacrymyces microsporus
Dacrymyces microsporus är en svampart som tillhör divisionen basidiesvampar, och som beskrevs av Petter Adolf Karsten. Dacrymyces microsporus ingår i släktet Dacrymyces, och familjen Dacrymycetaceae. Arten har ej påträffats i Sverige.